# Przybysławice (Skała)
Pour les articles homonymes, voir Przybysławice.
Przybysławice est une localité polonaise de la gmina de Skała, située dans le powiat de Cracovie en voïvodie de Petite-Pologne.